# 메리 칼라일
메리 칼라일(영어: Mary Carlisle, 1914년 2월 3일 ~ 2018년 8월 1일)은 미국의 배우이다. 본명은 그웬덜린 위터(Gwendolyn Witter)로 1930년대 전후 활발히 활동하며 할리우드 뮤지컬 코미디 영화 등에 출연하였다.

## 출연 작품
- 댄스, 걸, 댄스 (1940)
- 닥터 리듬 (1938)
- 더블 오어 노씽 (1937)
- 허 매드 나이트 (1932)
- 스밀린 스루 (1932)
- 마담 사탄 (1930)
- 칠드런 오브 프레져 (1930)